# 데일 미드키프
데일 미드키프(Dale Midkiff, 1959년 7월 1일 ~ )는 미국의 배우이다.

## 출연 작품

### 영화
- 스트리트 워킹 (1985)
- 첫경험 (1988, Casual Sex?)
- 공포의 묘지 (1989)
- 자경단 (1991, Shoot First: A Cop's Vengeance)
- 위험한 관계 (1991, Blackmail)
- 러브 포션 넘버 9 (1992) - 게리 로건 역
- A Burning Passion: The Margaret Mitchell Story (1994)
- Ed McBain's 87th Precinct: Ice (1996)
- Any Place But Home (1997)
- 크로우: 구원의 손길 (2000)
- Falcon Down (2000)
- 에어 버드 3 (2000, Air Bud: World Pup)
- 에이리언 퓨리 (2000, Alien Fury: Countdown to Invasion)
- 루트 666 (2001)
- 사랑은 살며시 다가오고 (2003, Love Comes Softly)
- 새벽의 저주 - 온 더 플레인 (2007) - 닥터 루커스 역
- 2012 둠즈데이 (2008)

### 텔레비전
- 타임 트랙스 (1993)
- 제3의 눈 (1999)
- CSI: 과학수사대 (2001)
- 위드아웃 어 트레이스 (2005)
- 크로싱 조던 (2006)
- CSI: 마이애미 (2007)
- 덱스터 (2007)
- 크리미널 마인드 (2009)
- 라이 투 미 (2009)
- 클라이언트 리스트 (2013)
- 캐슬 (2014)